# トルキスタン山地

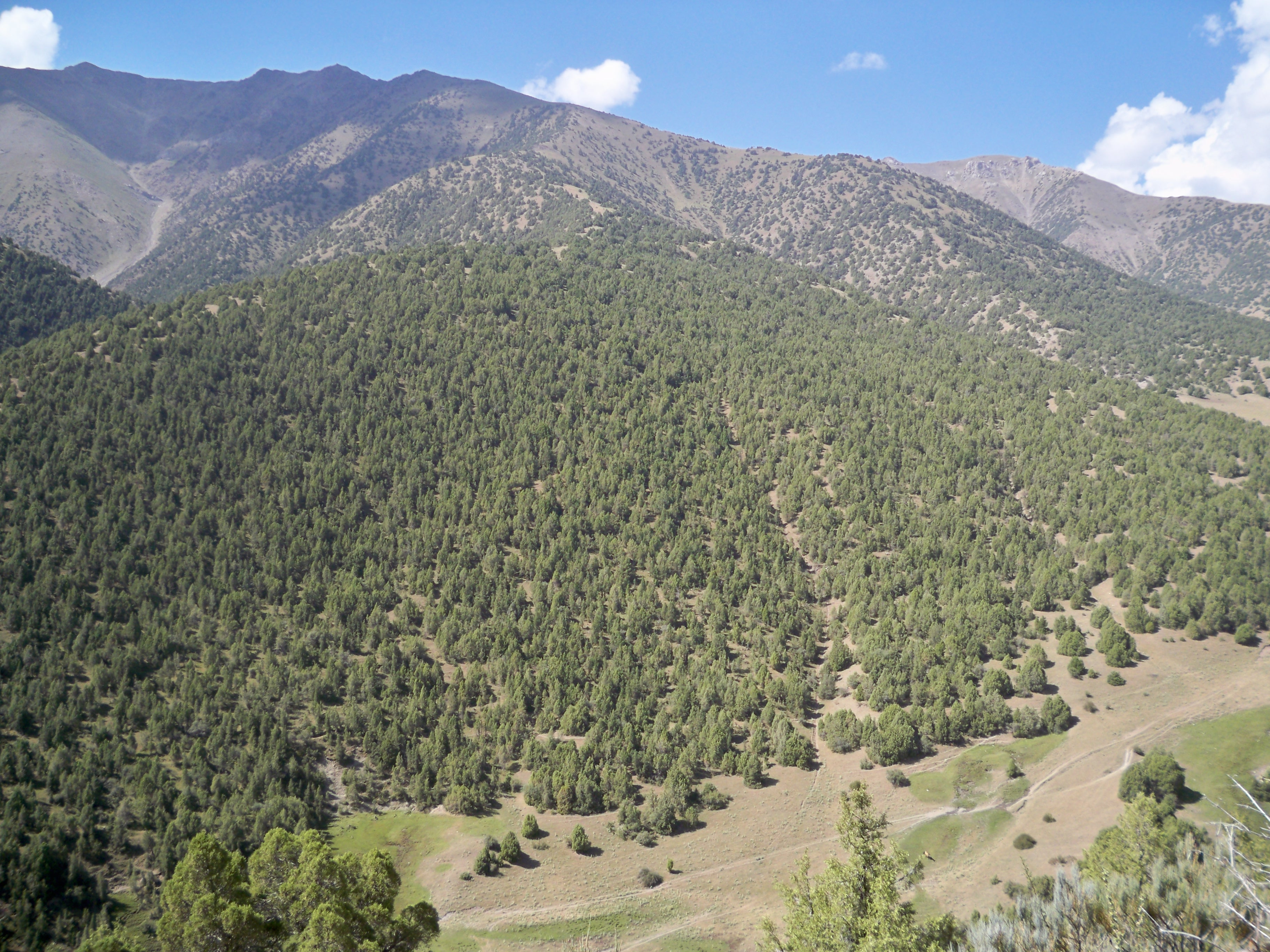
トルキスタン山地にて

トルキスタン山地（トルキスタンさんち、英語: Turkestan Range、ウズベク語: Туркистон тизмаси）は、天山山脈から西へ広がるアライ山地の北方延長のひとつで、キルギスタン・タジキスタンの長い国境からウズベキスタンのサマルカンド・オアシスまでの全長340kmである。タジキスタンのフェルガナ盆地とウズベキスタンのゴロドナヤ草原の南境を形成するゼラフシャン山地の北を東西に走る。
最も標高が高いのは東部、キルギスタンとの国境付近である。最高地点はピーク・スカリスティ（ロシア語で「岩の峰」の意味、海抜5,621メートル）である。特に東部で氷河化が進んでいる。南斜面はむき出しの崖と草原、北斜面は森林に覆われている。
標高3,378メートルのシャフリスタン峠を通る道路が首都ドゥシャンベとタジキスタン北部のソグド州ホジェンドを結んでいる。

## 参照項目
- ウズベキスタンの山一覧